# Efecte Rehbinder
L'efecte Rehbinder en física és la reducció de la duresa i la ductilitat d'un material, especialment dels metalls, per una pel·lícula de tensioactiu.
Una explicació proposada per a aquest efecte és la interrupció de les pel·lícules d'òxid superficial i la reducció de l'energia superficial per part dels tensioactius.
L'efecte és de particular importància en el mecanitzat, ja que els lubricants redueixen les forces de tall.